# Туляганов Карім Алімшанович
Туляганов Карім Алімшанович (27 серпня 1973, Ташкентська область, Узбецька Радянська Соціалістична Республіка) — узбецький боксер, призер Олімпійських ігор, чемпіонату Азії та Центральноазійських ігор.

## Спортивна кар'єра
Займатися боксом Карім Туляганов почав в Ташкенті в спеціалізованій дитячо-юнацькій спортивній школі олімпійського резерву при стадіоні «Пахтакор».
Влітку 1995 року завоював бронзову нагороду на Центральноазійських іграх, а восени на чемпіонаті Азії. Обидва турніри проходили в Ташкенті.
1996 року став чемпіоном Узбекистану і потрапив до складу збірної Узбекистану на Олімпійських іграх 1996, на яких завоював для Узбекистану першу олімпійську медаль на змаганнях з боксу.
- В 1/16 фіналу переміг Оскара Гомеса (Аргентина) — RSC-3.
- В 1/8 фіналу переміг Яреда Вольде (Ефіопія) — 13-9
- В чвертьфіналі переміг Рівала Кадо (Сейшельські острови) — RSCH-1
- В півфіналі програв Девіду Рід (США) — 4-12

Після Олімпіади 1996 Туляганов продовжив виступи, однак 1999 року поступився місцем в збірній Ділшоду Ярбекову, після чого спробував свої сили в професійному боксі. Однак після 5 боїв, в яких здобув лише 1 перемогу, завершив виступи.
Після завершення кар'єри Туляганов працював суддею на боксерських поєдинках.